# Lance N' Masques
Lance N' Masques (ランス・アンド・マスクス?, Ransu Ando Masukusu) è una serie di light novel scritta da Hideaki Koyasu ed illustrata da Shino. Sei volumi sono stati pubblicati dalla Pony Canyon, sotto l'etichetta Ponican Books, a partire da dicembre 2013. Un adattamento anime, prodotto dallo Studio Gokumi, è stato trasmesso in Giappone tra il 1º ottobre e il 17 dicembre 2015.

## Trama
Yōtarō Hanabusa è un membro dei Cavalieri del Mondo, un'organizzazione internazionale i cui membri perseguono un ideale di giustizia universale indipendentemente da razza, nazione o credo politico. Pur desiderando vivere una vita normale, Yōtarō ha subito un addestramento tale da far nascere in lui quella che egli stesso chiama "sindrome dell'eroe", ovvero l'istinto di correre in aiuto di chiunque si trovi in difficoltà con indosso una maschera per celare la propria identità. Un giorno, la sua "attività" di eroe involontario lo porta a salvare la piccola Makio Kidōin, unica figlia ed erede di un potente gruppo industriale, costretta però per un oscuro motivo a trascorrere tutta la sua vita in un'enorme villa in completa solitudine. Commosso e impietosito dalla storia di Makio, Yōtarō finisce quindi per accasarsi da lei, cercando di aiutarla a conoscere il mondo esterno e, nel contempo, di scoprire il motivo che la costringe a una reclusione così opprimente. Il problema, però, è che Makio si è innamorata a prima vista dell'alter ego eroico del ragazzo, da lei ribattezzato Knight Lancer, maturando ben presto l'idea di sposarlo.

## Personaggi
Yōtarō Hanabusa (花房 葉太郎?, Hanafusa Yōtarō)
Doppiato da: Daiki Yamashita
Il protagonista maschile. È un nembro dell'ordine cavalleresco dei Cavalieri del Mondo e indossa una maschera per nascondere la sua vera identità. Dopo aver incontrato Makio, per la propria identità segreta, assumerà il nome di battaglia di Knight Lancer.
Makio Kidōin (鬼堂院 真緒?, Kidōin Makio)
Doppiata da: Ari Ozawa
La protagonista femminile. È la figlia di una famiglia altolocata che vive da sola e di cui Yōtarō si prende cura. Innamoratasi perdutamente del cavaliere che le ha salvato la vita, ed ignorando che questi sia proprio Yōtarō (che invece ritiene essere un incapace), inventa per lui il soprannome di Knight Lancer, che Yōtarō dopo qualche esitazione deciderà di fare proprio.
Yoriko Sudō (朱藤 依子?, Sudō Yoriko)
Doppiata da: Manami Numakura
La severa mentore di Yōtarō che lavora come cameriera.
Alice Cleveland (アリス・クリ―ヴランド?, Arisu Kurivurando)
Doppiata da: Suzuko Mimori
Un'apprendista cavaliere dalla personalità brillante e allegra.
Shirohime (白姫?)
Doppiata da: Ayaka Suwa
Un cavallo che nitrisce come un maiale.
Liu Yuifa (リュウ・ユイファ?)
Doppiata da: Mao Ichimichi
Sae Igarashi (五十嵐 冴?, Igarashi Sae)
Doppiata da: Yumiri Hanamori
Tafei (ターフェイ?, Tāfei)
Doppiata da: Mami Koyama
Shin Hanabusa (花房 森?, Hanabusa Shin)
Doppiato da: Akira Ishida

## Media

### Light novel
La serie è stata scritta da Hideaki Koyasu con le illustrazioni di Shino. Il primo volume è stato pubblicato dalla Pony Canyon, sotto l'etichetta Ponican Books, il 3 dicembre 2013 ed entro il 3 dicembre 2015 ne sono stati messi in vendita sei in tutto.
| Nº   | Data di prima pubblicazione | Data di prima pubblicazione | Data di prima pubblicazione |
| Nº   | Giapponese                  | Giapponese                  |                             |
| ---- | --------------------------- | --------------------------- | --------------------------- |
| I    | 3 dicembre 2013             | ISBN 978-4-86529-009-7      |                             |
| II   | 3 maggio 2014               | ISBN 978-4-86529-027-1      |                             |
| III  | 3 ottobre 2014              | ISBN 978-4-86529-099-8      |                             |
| IIII | 3 marzo 2015                | ISBN 978-4-86529-116-2      |                             |
| V    | 3 ottobre 2015              | ISBN 978-4-86529-153-7      |                             |
| VI   | 3 dicembre 2015             | ISBN 978-4-86529-170-4      |                             |

### Anime
L'adattamento anime è stato annunciato dalla Pony Canyon nel 2014. La serie televisiva, prodotta dallo Studio Gokumi e diretta da Kyōhei Ishikuro, è andata in onda su TBS dal 1º ottobre al 17 dicembre 2015. Le sigle di apertura e chiusura sono rispettivamente Light for Knight di Suzuko Mimori e Little*Lion*Heart di Ayana Taketatsu. In varie parti del mondo gli episodi sono stati trasmessi in streaming, in contemporanea col Giappone, da Crunchyroll, mentre in America del Nord i diritti sono stati acquistati dalla Pony Canyon USA.

#### Episodi
| Nº | Titolo italiano (traduzione letterale) Giapponese 「Kanji」 - Rōmaji                                           | In onda          | In onda |
| Nº | Titolo italiano (traduzione letterale) Giapponese 「Kanji」 - Rōmaji                                           | Giapponese       |         |
| 1  | Sono un vero eroe 「本物の騎士なのだ」 - Honmono no hīrō na noda                                               | 1º ottobre 2015  |         |
| 2  | Sei pronto? 「その覚悟があるのか」 - Sono kakugo ga aru no ka                                                  | 8 ottobre 2015   |         |
| 3  | Mi scusi per l'attesa, lady 「お待たせしました、レディ」 - Omataseshimashita, redi                             | 15 ottobre 2015  |         |
| 4  | Papà 「パーパ」 - Pāpa                                                                                         | 22 ottobre 2015  |         |
| 5  | A partire da oggi saremo una famiglia 「今日から家族だ」 - Kyō kara kazoku da                                  | 29 ottobre 2015  |         |
| 6  | Perché solo oggi è una giornata speciale! 「今日だけは特別だからね！」 - Kyō dake wa tokubetsu dakara ne!      | 5 novembre 2015  |         |
| 7  | Diventa mio 「オレのものになれよ」 - Ore no mono ni nare yo                                                    | 12 novembre 2015 |         |
| 8  | Dammi coraggio 「勇気をください」 - Yūki o kudasai                                                             | 19 novembre 2015 |         |
| 9  | Carica 「突撃」 - Chāji                                                                                        | 26 novembre 2015 |         |
| 10 | Sii chi vuoi essere 「なりたい自分になれ」 - Naritai jibun ni nare                                             | 3 dicembre 2015  |         |
| 11 | Cavalleria 「騎士道」 - Kishi michi                                                                            | 10 dicembre 2015 |         |
| 12 | È per questo che sono un cavaliere 「それが僕の騎士である意味なんだ」 - Sore ga boku no kishi dearu imi nan da | 17 dicembre 2015 |         |